# Crust (Sadist)
Crust è il terzo album dei Sadist, pubblicato nel 1997 per conto dell'etichetta Displeased Records.

## Tracce
1. "Perversion Lust Orgasm" − 3:19
2. "The Path" − 3:49
3. "'Fools' and Dolts" − 3:14
4. "Holy..." − 03:04
5. "Ovariotomy" − 3:43
6. "Instinct" − 4:31
7. "Obsession-Compulsion" − 3:56
8. "Crust" − 2:42
9. "I Rape You" − 4:19
10. "Christmas Beat" − 5:17

### Tracce bonus dell'edizione giapponese
1. "Take on Me" (a-ha cover) − 3:30
2. "Relax" (Frankie Goes to Hollywood cover) − 3:39

## Formazione
- Trevor − voce
- Tommy − chitarra, tastiere
- Andy − basso
- Oinos − batteria